# Spolmaskin

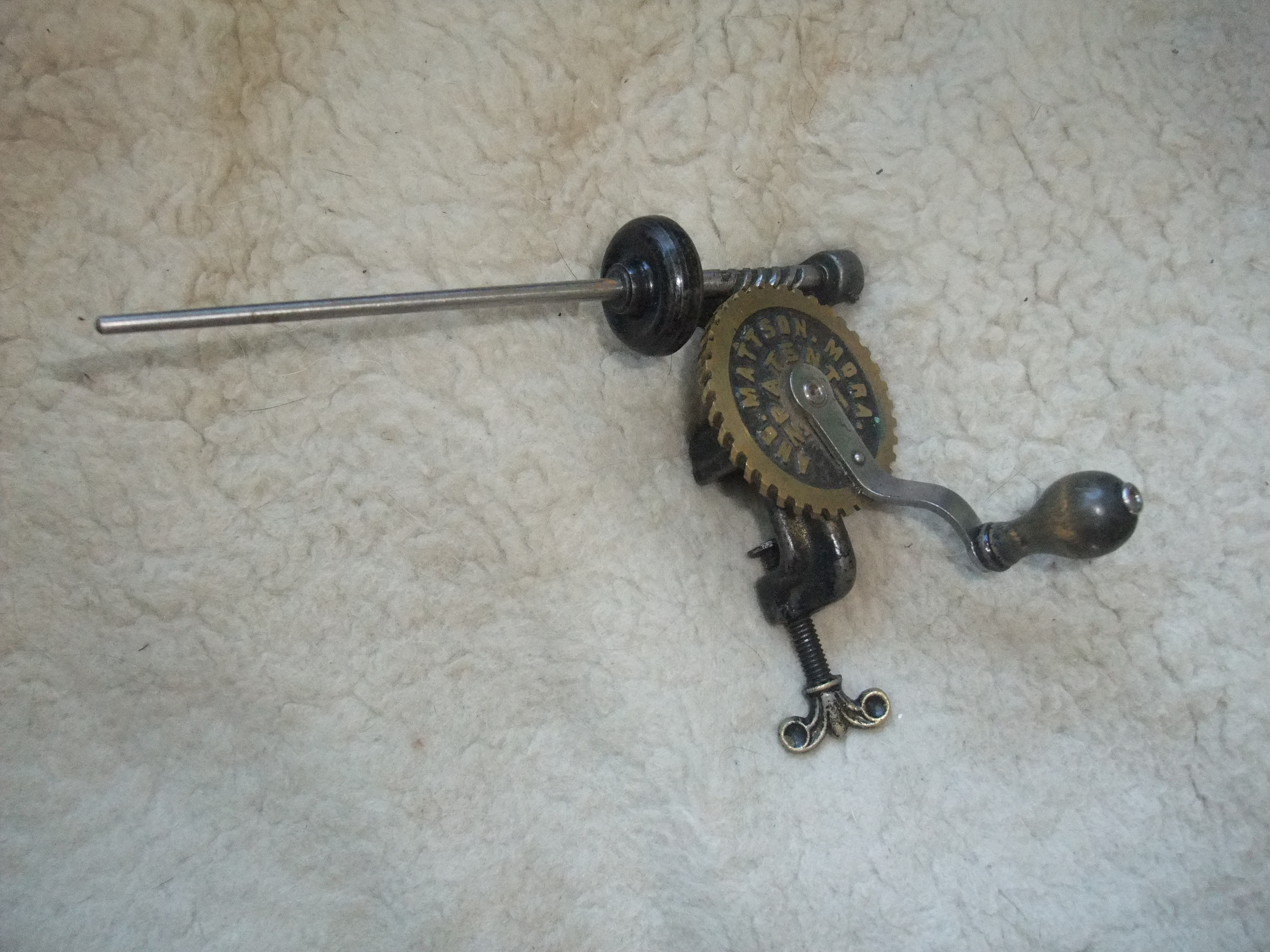
Spolmaskin för vävgarn.

Spolmaskin är en liten apparat för att förenkla uppspolning av garn/tråd på en pappcylinder eller liknande. Spolmaskinens ten är svagt konisk, och om pappcylindrarnas hål är lagom stort, fastnar de, när de skjutits upp en bit på tenen.
I stället för färdiga pappcylindrar kan man linda en pappersremsa på spolmaskinens ten.

## Förberedelser
Om man använder färdiga pappcylindrar som spolstomme, fäster man garnet "mot sig självt" genom att hålla det spänt med ena handen samtidigt som man med den andra handen vrider några varv på det lilla svänghjul, som sitter vid tenens rot.
Varning! Vänd inte ordningsföljden, så att svänghjulet hålls stilla med ena handen, och garnet "vevas" upp på tenen med den andra. Skulle man göra så, blir garnets tvinning påverkad så att det blir antingen lösare eller hårdare tvinnat, allt efter det håll man "vevar" med handen. Resultatet blir ojämnt utseende i väven, när man närmar sig spolens slut, eller att garnet inte löper ut ur skytteln som det ska den sista biten.
Om man använder en pappersremsa som spolcentrum, fäster man lämpligen inslagsgarnet genom all låta det följa med några varv mellan papperslagren, när man lindar spolpapperet på spolmaskinens ten. Se till vid spolningen att veven på det stora kugghjulet dras åt det håll, som spänner pappersremsan kring tenen. Vevar man åt motsatt håll lossnar pappersremsan från tenen. Vänsterhänta personer får göra de olika momenten spegelvänt mot det som känns naturligast för den högerhänte. Detta gäller redan från det tillfälle, när man spänner fast spolmaskinen mot bordskanten, med tenen riktad åt det ena eller andra hållet.

## Spolningsteknik
Spolkärnan ska vara en eller annan mm kortare än öppningen i den skyttel där spolen ska användas.
För spolningen krävs en särskild teknik för att tråden vid vävningen ska löpa ut ur skytteln med låg friktion och utan trassel. Hela tiden ska tråden vid spolningen hållas så spänd att spolen blir fast och inte så lös att senare varv kan skära ner i det redan pålindade. 
1. För tråden fram och tillbaka över kärnans hela dess längd nästan ut till kanten. Lämna ett par mm marginal vid vardela änden.
2. Spola lite mera nära ändarna på kärnan, så att det bildas små vallar där.
3. Fyll gropen i mitten med råge, så att det där bildas en liten kulle.
4. Ägna därpå en liten stund ömsevis åt kanterna och återställ små vallar, tills de blir något högre än den ursprungliga kullen i mitten, som därmed reducerats till en grop.
5. Fyll gropen med råge.
6. Upprepa förfarandet gång på gång i flera lager. Gör det avslutande lagret så att spolen blir ungefär jämntjock över hela längden, dock avsmalnande närmast ändarna.

Man slutar, när spolen blivit så tjock att den med någon millimeters marginal just får plats i skytteln.